# Engineering the Dead
Engineering the Dead es segundo álbum de la banda de death metal Aborted el cual fue lanzado en el 2001. Antes de lanzar su álbum debut, The Purity of Perversion, Aborted había lanzado un álbum recopilatorio junto a Christ Denied, el cual se componía de canciones de sus demos.

## Lista de canciones
1. The Holocaust Incarnate - 4:19
2. Nailed Through Her Cunt - 4:19
3. To Roast And Grind - 4:41
4. Engineering The Dead - 6:07
5. Eructations Of Carnal Artistry - 3:22
6. Sphinctral Enthrallment - 4:00
7. Skullfuck Crescendo - 4:28
8. Exhuming The Infested - 5:33

## Relanzamiento (2008)
En el año 2008 dse lanzó una versión nueva de este álbum, la cual contiene 3 canciones nuevas, una de ellas es un cover de Napalm Death.
1. The Holocaust Incarnate (en vivo)
2. Genetic Murder Concept (del demo 'Created To Kill')
3. Suffer The Children (Napalm Death cover)

## Créditos
- Niek Verstraete - Guitarra
- Koen Verstraete - Bajo
- Thijs De Cloedt - Guitarra
- Frank Rousseau - Batería
- Sven de Caluwé - Voz